# Arenápolis
Arenápolis – miasto i gmina w Brazylii, w stanie Mato Grosso.